# Jonathan Scott (Musiker)
Jonathan Scott (* 15. April 1976 in Manchester) ist ein britischer Organist und Pianist.

## Biografie
Scott studierte zusammen mit seinem Bruder Tom Scott an der Chathan’s School of Music und am Royal Northern College of Music. Jonathan Scott ergänzte seine Ausbildung in den USA und den Niederlanden. Er wurde mit der Best Gold Medal der Worshipful Company of Musicians sowie  der Freedom of the City of London ausgezeichnet. Er konzertierte mit seinem Bruder in Deutschland, Spanien, Frankreich, Belgien, Norwegen, Singapur und Taiwan. In London konzertierte er als Organist und Pianist in der Royal Albert Hall. Seine Interpretationen wurden live in der BBC übertragen. Die Brüder Scott veröffentlichen Tondokumente auf einem eigenen Label. Bei YouTube unterhalten sie einen Kanal, der seit 2007 über 50 Millionen Aufrufe verzeichnet hat (Stand Juni 2022).